# Íñigo Jesús Alli Martínez

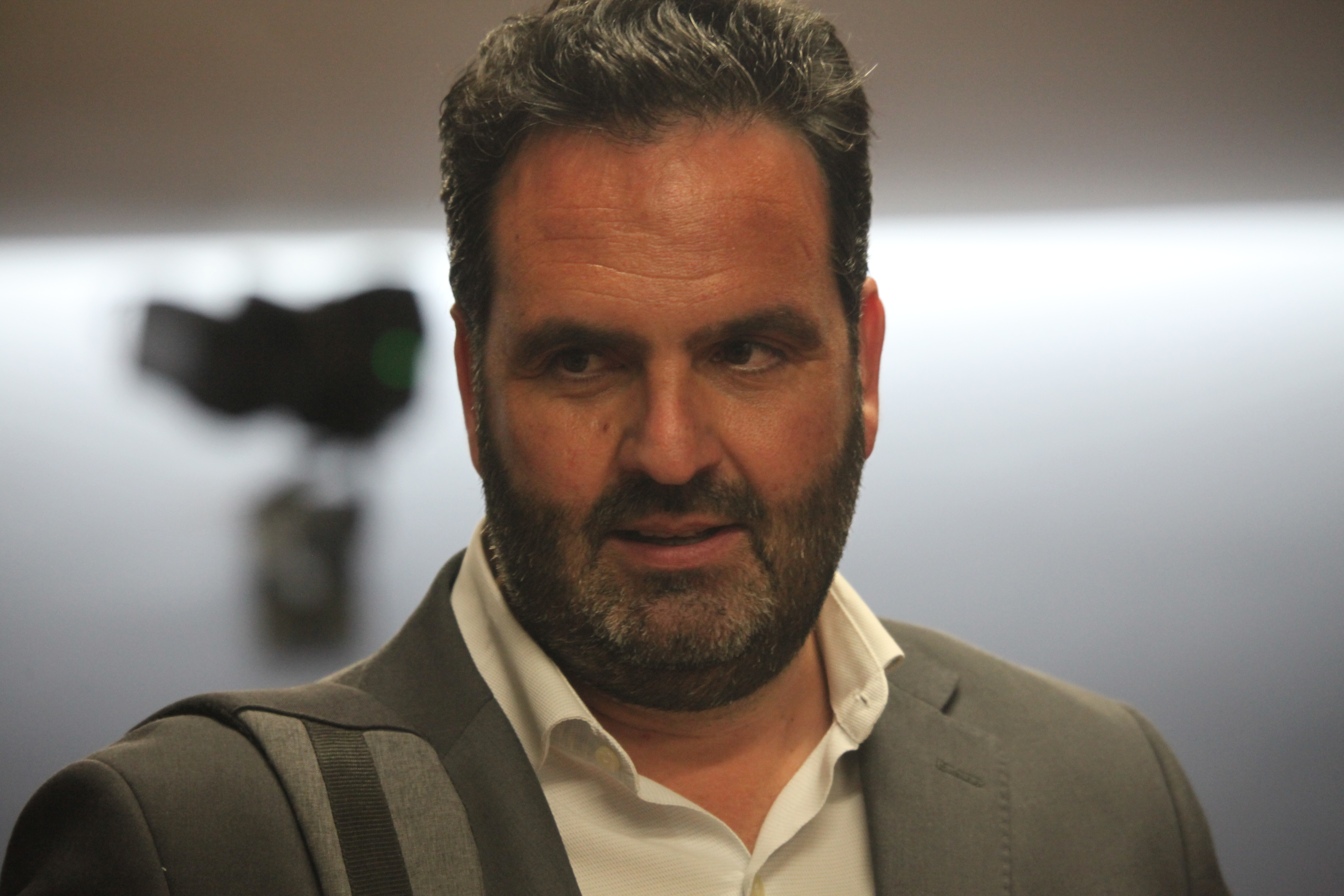
Íñigo Alli

Íñigo Alli Martínez (Pamplona, 21 de abril de 1973) es consultor independiente en Impacto Social y expolítico español, diputado en el Grupo Mixto en el Congreso durante las XI y XII Legislaturas.

## Biografía
Casado. con cuatro hijos.   
BIO´96 por la Universidad de Navarra, y PDG’2017 por IESE Business School.
Fue Diputado por Navarra en el Congreso siendo portavoz parlamentario del  ámbito social liderando entre otros la ley que permitió el voto de todas las personas con Discapacidad en España. Además de que la Comisión de las Políticas Integrales de la Discapacidad obtuviese rango legislativo por su iniciativa en la Cámara Baja.
Antes fue consejero de Políticas Sociales, Familia e Igualdad del Gobierno de Navarra, donde  fomentó la convivencia de lo público y lo privado y puso en marcha la Ley del “Sello Socialmente Comprometido”: una iniciativa que fomentaba la corresponsabilidad de la sociedad con el entorno social mediante el incentivo fiscal en sus donaciones.
Presidente del Consejo Navarro de Inclusión Social.
Fundador de la Fundación Síndrome Up. Fue presidente del Consejo Navarro de Derechos Sociales, de las Personas Mayores, Dependencia y de Discapacidad en la Comunidad Foral de Navarra. 
Fue miembro del Consejo de apoyo al CERMI de los Derechos Humanos de las Personas con Discapacidad de Naciones Unidas.
En su trayectoria profesional anterior fue director de Innovación social, marketing de empresas y capital riesgo en Caja Navarra.
Previamente fue operador de renta fija y derivados de la mesa de tesorería de Caja Navarra.
Comenzó trabajando en banca privada en AB Asesores Morgan Stanley hasta que se incorporó a la Mesa de Tesorería de Caja Navarra como operador de Renta Fija y productos derivados. 
En la actualidad es socio CEO de Innovación Social, Diseño de Políticas Públicas S. Up!  
El año 2020 fue ponente en la Comisión de Reconstrucción Social y Económica en el Congreso de los Diputados e invitado como experto en la elaboración del Plan Estratégico de las Personas Mayores de la Junta de Andalucía. Es consejero voluntario del Teléfono de la Esperanza para lograr el Plan de Estado contra el Suicidio.  
Además imparte clases en la Universidad de Navarra en el módulo de Políticas Públicas Sociales y en el Instituto Empresa y Humanismo de la Universidad de Navarra.
Miembro del Consejo de Inversión Financiera de Impacto Social de SpainNAB.
Es consejero en distintas empresas y fundaciones del ámbito de la economía de impacto social y de la economía circular para generación de oportunidades del empleo de personas vulnerables.  
Patrono de la Fundación Bequal.
Fellowship de ACUMEN.